# 江島啓一
江島 啓一（えじま けいいち、1981年7月8日 - ）は、日本のドラマー、DJ、作曲家、編曲家。ロックバンド・サカナクションのドラマー。北海道札幌市出身。

## 来歴
中学生の頃にギターを始め、当時はHelloweenなどの楽曲をコピーしていた。その後バンドを組むにあたりメンバーの中にドラムを演奏できる人が居なかったためドラムを始めたところ、その面白さに気づきドラマーとして活動するようになった。
2004年ごろまでは、サカナクションの山口一郎と岩寺基晴が所属していたバンド｢ダッチマン｣のライブにファンとして訪れていた。その後、ダッチマンが実質解散状態となってから、一人で活動していた山口の制作に協力するようになった。この時期に制作された楽曲が高く評価され、山口がもう一度岩寺とライブ活動を始めるにあたり、サポートメンバーとして合流した。
その後、二人に戻った｢ダッチマン｣は｢サカナクション｣に改名されたが、この時の正式なメンバーは山口と岩寺のみで、あくまでサポートメンバーであった。2006年春にサカナクションはあらたなサポートベーシストとして草刈愛美を迎え、現在と同じ5人のメンバーで活動を始めた。その後、ビクター傘下のレーベルBabeStar Labelからメジャーデビューの打診があり、ファーストアルバム『GO TO THE FUTURE』の本格的な制作が始まるにあたり、江島は岡崎・草刈とともにサカナクションの正式なメンバーとして加入するに至った。
2013年からはサカナクションとしての活動だけでなく、他のアーティストの制作に携わる機会が徐々に増えていった。plentyのアルバムにドラマーとして参加したのを皮切りにDAOKOの楽曲制作にに編曲として携わった他、映画・舞台・CMで使用される楽曲の作曲も手がけている。
2016年にはパレ・ド・トーキョーで開催されたANREALAGEの2017年春夏コレクション｢SILENCE｣に山口と共にサウンドディレクションで参加した。2015年にバンドが主宰するイベント｢NF｣への出演をきっかけにDJとして単独で活動する機会が増え、2020年には自らNIGHT CLUBというイベントを主催した。
2024年2月29日から3月1日にかけて世武裕子による恵比寿BLUE NOTE PLACEでの公演にゲスト出演した。

## 参加作品
| 発売・公開日   | 作品名                                                    | 協同アーティスト・企画 | 役割     | 出典   |
| -------------- | --------------------------------------------------------- | ---------------------- | -------- | ------ |
| 2013年5月29日  | this                                                      | plenty                 | ドラム   | [ 4 ]  |
| 2014年1月29日  | これから/先生のススメ/good bye                            | plenty                 | ドラム   | [ 5 ]  |
| 2017年8月16日  | Cinderella step                                           | DAOKO                  | 編曲     | [ 6 ]  |
| 2017年12月20日 | 歌舞伎町の女王                                            | DAOKO                  | 編曲     | [ 7 ]  |
| 2020年5月27日  | Capitalism                                                | 世武裕子               | ドラム   | [ 10 ] |
| 2021年2月22日  | GU×MIHARAYASUHIRO コラボレーション動画                    | GU・ミハラヤスヒロ     | 楽曲制作 | [ 11 ] |
| 2021年10月28日 | 哀歌                                                      | 水野良樹               | 楽曲制作 | [ 12 ] |
| 2023年4月29日  | FIBAバスケットボール・ワールドカップ2023 テレビ朝日PR映像 | テレビ朝日             | 楽曲制作 | [ 13 ] |
| 2023年6月2日   | オーシャントーキョーCM                                    | オーシャントーキョー   | 楽曲制作 | [ 14 ] |

## ライブ・イベント
SNSで告知される小規模なDJイベントについての記載は省略するものとする。
また、サカナクションのメンバー全員で出演したワンマンライブやイベントについては｢サカナクション#ライブ｣等を参照されたい。
| 開催日         | 会場                             | 公演タイトル                                                                 | 配信・備考・出典                                 |
| -------------- | -------------------------------- | ---------------------------------------------------------------------------- | ------------------------------------------------ |
| 2019年8月19日  | 代官山UNIT                       | 世武裕子presents united #1                                                   | 世武裕子主催のライブイベントに草刈と共に出演した |
| 2020年2月15日  | LIQUIDROOM KATA                  | NIGHT CLUB                                                                   | 江島主宰のイベント                               |
| 2021年11月27日 | 渋谷PARCO ComMune                | TECHNIQUE Instore DJ Special Edition -Shibuya PARCO 1st Anniversary Version- | [ 17 ]                                           |
| 2022年9月3日   | 福山市中央公園                   | ONE PARK FESTIVAL 2022                                                       | 岡崎と共にDJとして出演した                       |
| 2023年6月2日   | 東京都台東区ホテル               | 北青鵬 新十両・新入幕昇進パーティー                                          | 江島の演奏に合わせて北青鵬が｢新宝島｣を歌唱した   |
| 2023年6月13日  | LIQUIDROOM Time Out Cafe & Diner | tamanaramen oneman live after party -pikam BD bash-                          | [ 20 ]                                           |
| 2023年9月22日  | LIQUIDROOM Time Out Cafe & Diner | disco HOUSE                                                                  | [ 21 ]                                           |
| 2023年10月22日 | 福岡市役所西側ふれあい広場       | The Creators 2023                                                            | [ 22 ]                                           |
| 2023年12月31日 | LIQUIDROOM                       | liquidroom presents NEW YEAR PARTY 2024                                      | [ 23 ]                                           |
| 2024年2月29日  | BLUE NOTE PLACE                  | 世武裕子 BLUE NOTE PLACE公演                                                 | [ 9 ]                                            |
| 2024年3月1日   | BLUE NOTE PLACE                  | 世武裕子 BLUE NOTE PLACE公演                                                 | [ 9 ]                                            |
| 2024年5月5日   | LIQUIDROOM Time Out Cafe & Diner | Time Out Cafe 15th Anniversary minimal disco house                           | [ 24 ]                                           |

### TOKYO FM『SCHOOL OF LOCK!』の放送後記
1. 1 2  "「バンド部 (w/副担任's)」". サカナLOCKS!. 4 September 2014. JFM. TOKYO FM. 2024年7月7日時点のオリジナルよりアーカイブ。2024年7月7日閲覧。
2. ↑  "第九回　緊急学級会 - 副担任's へQ&A 編 -". サカナLOCKS!. 8 January 2015. JFM. TOKYO FM. 2024年7月7日時点のオリジナルよりアーカイブ。2024年7月7日閲覧。
3. ↑  "「パリコレクション・レポート」". サカナLOCKS!. 6 October 2016. JFM. TOKYO FM. 2024年7月7日時点のオリジナルよりアーカイブ。2024年7月7日閲覧。
4. ↑  "宿題：あなたのクラブ・ファッションを答えよ。". サカナLOCKS!. 3 November 2016. JFM. TOKYO FM. 2024年7月7日時点のオリジナルよりアーカイブ。2024年7月7日閲覧。

### 書籍
- 有泉智子「サカナクション(取材:鹿野淳)」『MUSICA』第03巻第02号、FACT、2009年2月15日、16 - 23頁、ASIN B001P10X1Y。
- 有泉智子「COVER STORY サカナクション白書 『kikUUiki』全曲解説&山口一郎サカナ前史(取材:鹿野淳)」『MUSICA』第04巻第05号、FACT、2010年4月15日、12 - 33頁、ASIN B003ANS8EY。